# Lachassagne
Lachassagne é uma comuna francesa na região administrativa de Auvérnia-Ródano-Alpes, no departamento do Ródano. Estende-se por uma área de 3.53 km². Em 2010 a comuna tinha 1 172 habitantes (densidade: 332 hab./km²).